# 國民競技

國民競技（西班牙語：Atlético Nacional）是哥伦比亚第2大城市麦德林的一个职业足球俱乐部，成立于1947年，主场为Atanasio Girardot体育场（与麦德林独立队共用）。

## 荣誉

### 国内比赛
- 哥伦比亚足球甲级联赛：16
  - 冠军:1954, 1973, 1976, 1981, 1991, 1994, 1999, 2005-I, 2007-I, 2007-II, 2011-I, 2013-I, 2013-II, 2014-I, 2015-II, 2018-I,2022-I
  - 亚军 (10)：1955, 1965, 1971, 1974, 1988, 1990, 1992, 2002-I, 2004-I, 2004-II

### 国际比赛
- 南美解放者杯：19次参加

冠军：1989，2016
亚军：1995
- 北方共同市场杯：4次参加

冠军：1998，2000
- 南美超級盃：2次参加

冠军：2017
- 南美杯：3次参加

亚军：2002，2014，2016
- Interamericana杯：2次参加

冠军：1990，1995
- 南美优胜者杯：1 次参加

亚军：1989
- 洲际杯：1次参加

亚军：1989
- 特殊榮譽

南美足聯百年公平競技獎：2016
国际足联公平竞赛奖：2016